# Ebana
Ebana (thế kỉ 5) là vua Axum. Ông được biết chủ yếu qua những đồng tiền khi ông trị vì. Ebana kế vị Eon. Sau khi ông qua đời, Nezool kế vị ngai vàng. Các đồng tiền có hình Ebana cho đến nay là loại vàng thông dụng nhất thời Aksum  và phần lớn được tìm thấy trên bán đảo Ả Rập. Dù Ebana có nhiều tài nguyên, người ta ít được biết về ông ngoại trừ qua các bằng chứng trên các đồng xu. 